# SNVI K 120
 (octobre 2015).
Si vous disposez d'ouvrages ou d'articles de référence ou si vous connaissez des sites web de qualité traitant du thème abordé ici, merci de compléter l'article en donnant les références utiles à sa vérifiabilité et en les liant à la section « Notes et références ».
Le SNVI K 120 est un camion porteur de fabrication algérienne, produit par la Société nationale des véhicules industriels (SNVI). Il en existe une version militaire.

## Gamme

### Civile
- K 120 Plateau standard
- K 120 Ampliroll
- K 120 Combiné hydrocureur
- K 120 Lutte contre incendie
- K 120 Porte palettes
- K120 Aspiratrice de boue
- K 120 Benne à Ordures Ménagères
- K 120 Benne tasseuse

### Militaire
- K 120 CCI